# Christine Mackenzie
Christine Mackenzie   (segle XX) és una bibliotecària australiana, presidenta de l'Federació Internacional d'Associacions de Biblioteca i Institucions (IFLA) de 2019-2021. Mackenzie va ser presidenta electa entre 2017-2019 i part de la Junta de Govern de 2011 a 2013. Va treballar a l'Informe de Tendència de l'IFLA.
Christine és llicenciada en arts, graduada com a bibliotecària i presidenta de l'Associació Australiana de Bibliotecaris i Informació (ALIA) 2003-2004.
Christine és la Presidenta de la Federació Internacional d'Associacions de Biblioteca i Institucions (IFLA) de 2019 a 2021, dirigint el camp bibliotecari sota el lema "Anem a treballar junts". El seu mandat reprèn els resultats de projectes com la Visió Global de la IFLA on els bibliotecaris al voltant del món van crear una estratègia des de les comunitats de base, on un dels punts destacats en el report de la Visió Global estan relacionats en el treball conjunt amb comunitats i treballar més colaborativamente, així com desarrollaralianzas més fortes. Va rebre la seva presidència de mans de Glòria Pérez-Salmeron a Atenes, en el 85a Congrés Mundial d'Informació i Biblioteques i en el seu discurs d'acceptació esmentà l'accés a la informació de llengües indígenes i la reestructuració IFLA per aconseguir el Marc Estratègic d'aquesta Federació durant 2019 a 2024.